# Strophanthus amboensis
Strophanthus amboensis (лат.) — кустарник, вид рода Строфант (Strophanthus) семейства Кутровые (Apocynaceae). Произрастает в западно-центральной тропической Африке от ДР Конго до Намибии.

## Этимология
Родовое название Strophanthus образовано от древнегреческих слов strophos, означающего «скрученный шнур», и anthos, означающего «цветок», что указывает на характерную особенность многих видов — скрученные лопасти венчика. На этикетке типового экземпляра Strophanthus amboensis, на котором основано описание, местом сбора было указано «Amboland». Вероятно, отсюда произошло название amboensis, которое является фонетической версией Овамболенда, исторического региона на северной границе Намибии с Анголой, откуда происходит типовой экземпляр.

## Описание

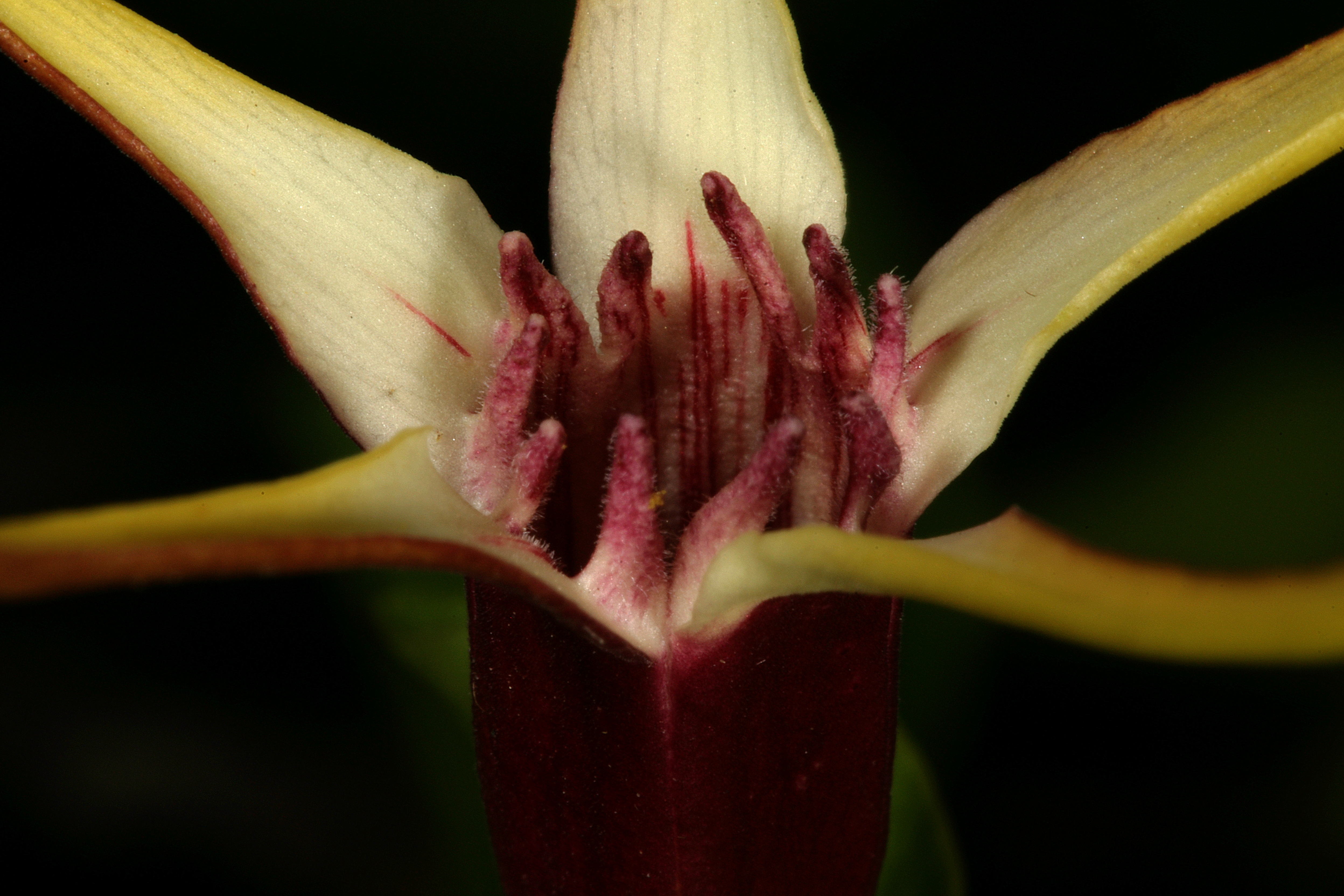
Цветок S. amboensis

Strophanthus amboensis — кустарники высотой 1-4 м с длинными тонкими ветвями, реже — лианы высотой до 10 м. Ветви коричневого или серого цвета с характерными пробковыми выростами, называемыми чечевичками. Листья супротивные, яйцевидные, 20-120 × 12-60 мм, с округлым основанием и острой верхушкой, кожистые и голые или коротко опушённые, на черешке длиной 2-19 мм. Цветки собраны в соцветия, расположенные на концах ветвей, обычно по 1-12 цветков в соцветии; одновременно раскрываются обычно 1-3 цветка. Стебли также голые или опушённые. Венчик состоит из трубки длиной около 12-30 мм (немного расширяющейся к верхушке) и обычно тёмно-красного или бордового цвета снаружи и бордового, красного или розоватого цвета внутри, чередующегося с белыми продольными полосками. В устье трубки в месте, где лопасти прикреплены к трубке, находятся 10 небольших зубчатых венечных долей (по 2 на сегмент) — это один из выдающихся признаков строфантов. У этого вида венечные доли также тёмно-бордовые или красноватые. Сегменты длинные и сужающиеся (шириной 25-80 мм и 3-8 мм), обычно беловатые у основания, становящиеся желтыми или оранжевыми к кончикам. Плоды — листовки, голые или опушённые, относительно деревянистые, длиной 120—280 мм и шириной 15-25 мм, распростёртые под углом 180—270°. Семя состоит из яйцевидного зерна (8-16 мм), голого носика (длиной 22-50 мм) и кома (длиной 22-70 мм), несущего множество комовых волокон. Период цветения приходится на весну и середину лета (сентябрь-февраль), а также спорадически на весну и лето. Растения медленнорастущие, но долгоживущие.

## Охранный статус
В Анголе и Демократической Республике Конго природоохранный статус не установлен, но в Намибии вид имеет статус «вызывающий наименьшие опасения» (LC).

## Распространение и местообитание
Ареал этого строфанта простирается от Демократической Республики Конго до северной части центральной Намибии. Встречается в следующих странах и регионах: Ангола, Кабинда, ДР Конго и Намибия. Это стелющийся кустарник, произрастающий преимущественно в пустынях или сухих кустарниковых биомах.. Произрастает преимущественно во влажных тропических биомах. В природе встречается от южных районов Демократической Республики Конго (ДРК), через Анголу на юг до центральной Намибии. Среда обитания — обычно среди валунов или в трещинах скал на выходах горных пород в лесистых саваннах, но на западе Каприви встречается также на песчаных равнинах.

## Галерея

S. amboensis
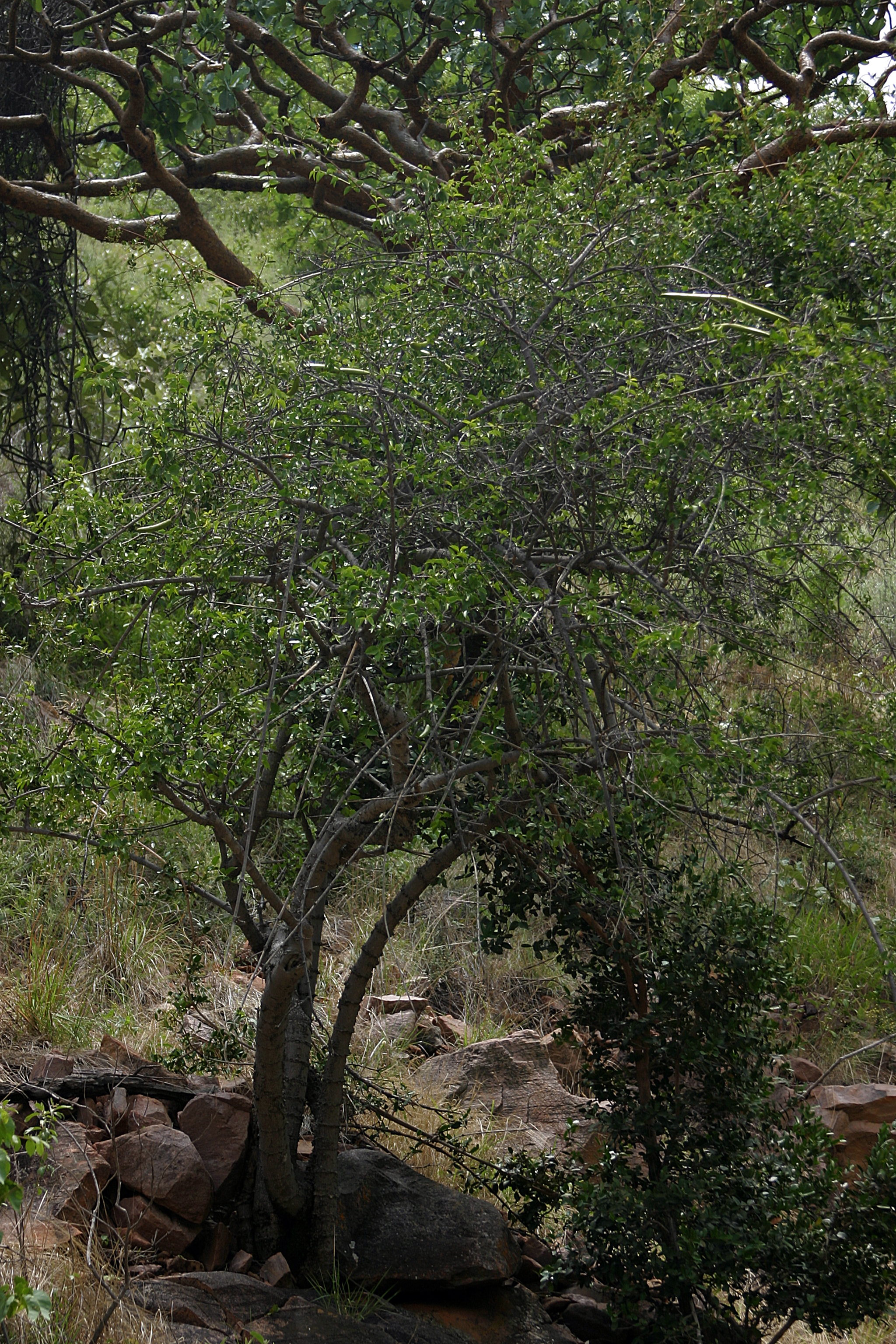
Общий вид
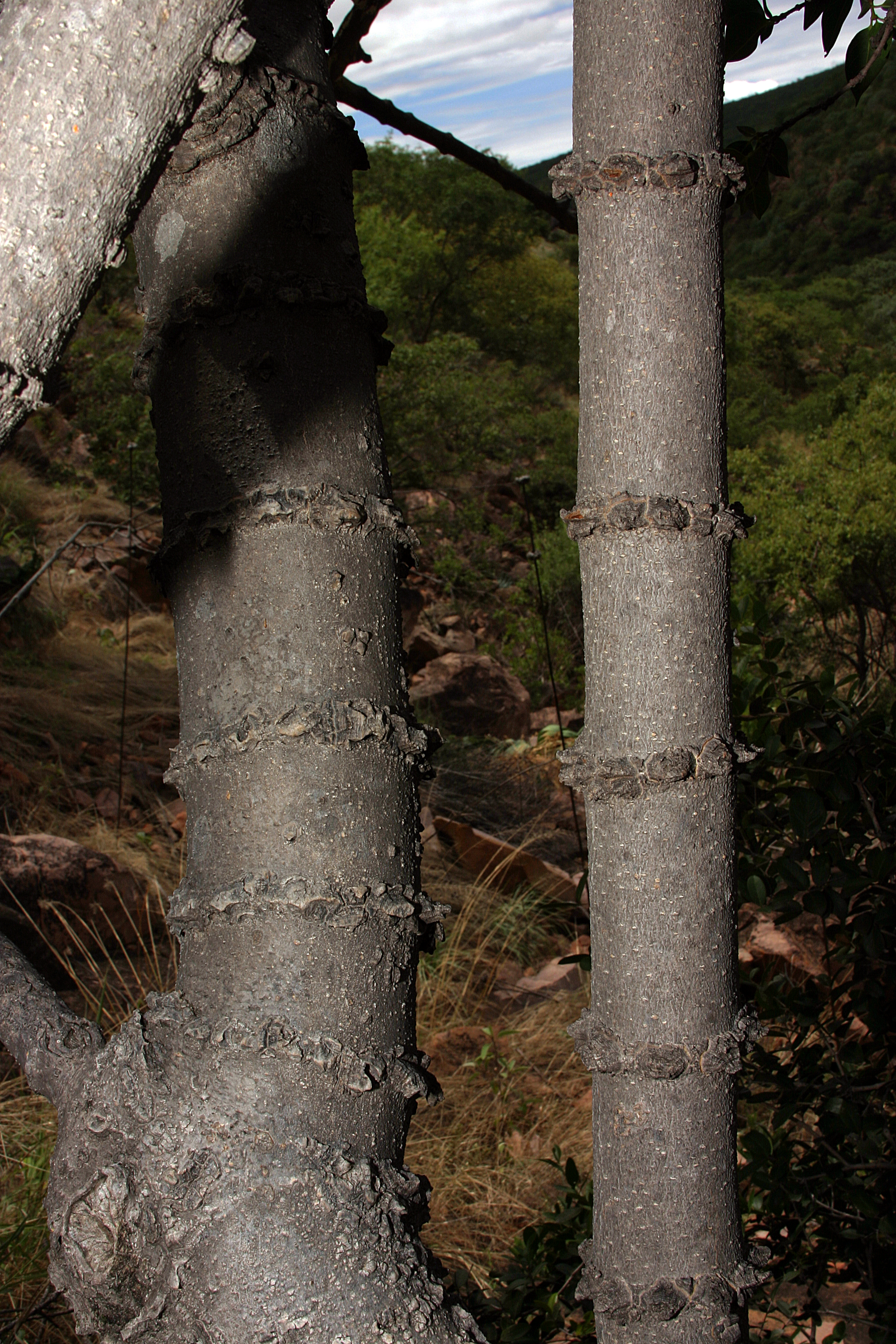
Стебли
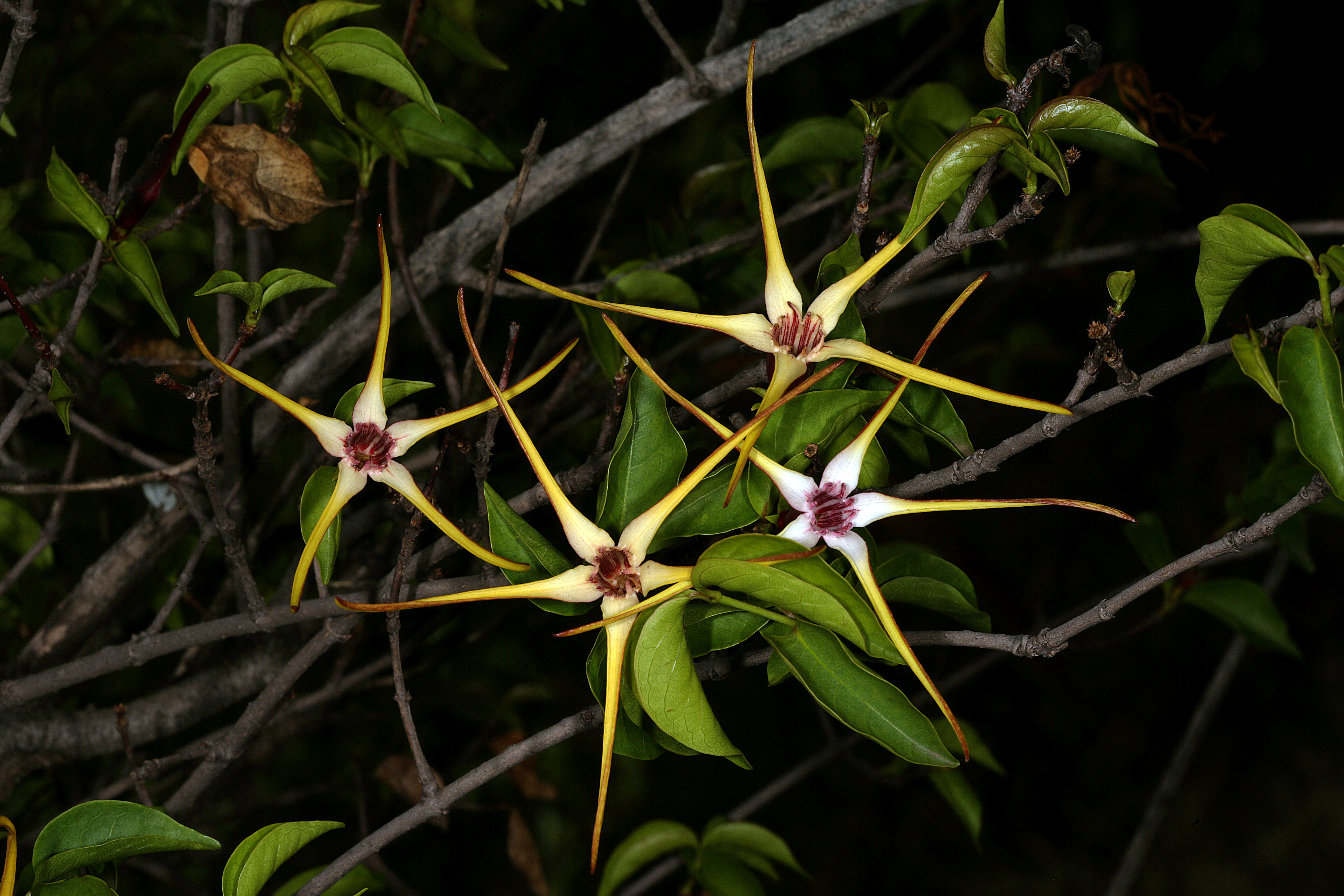
Соцветие
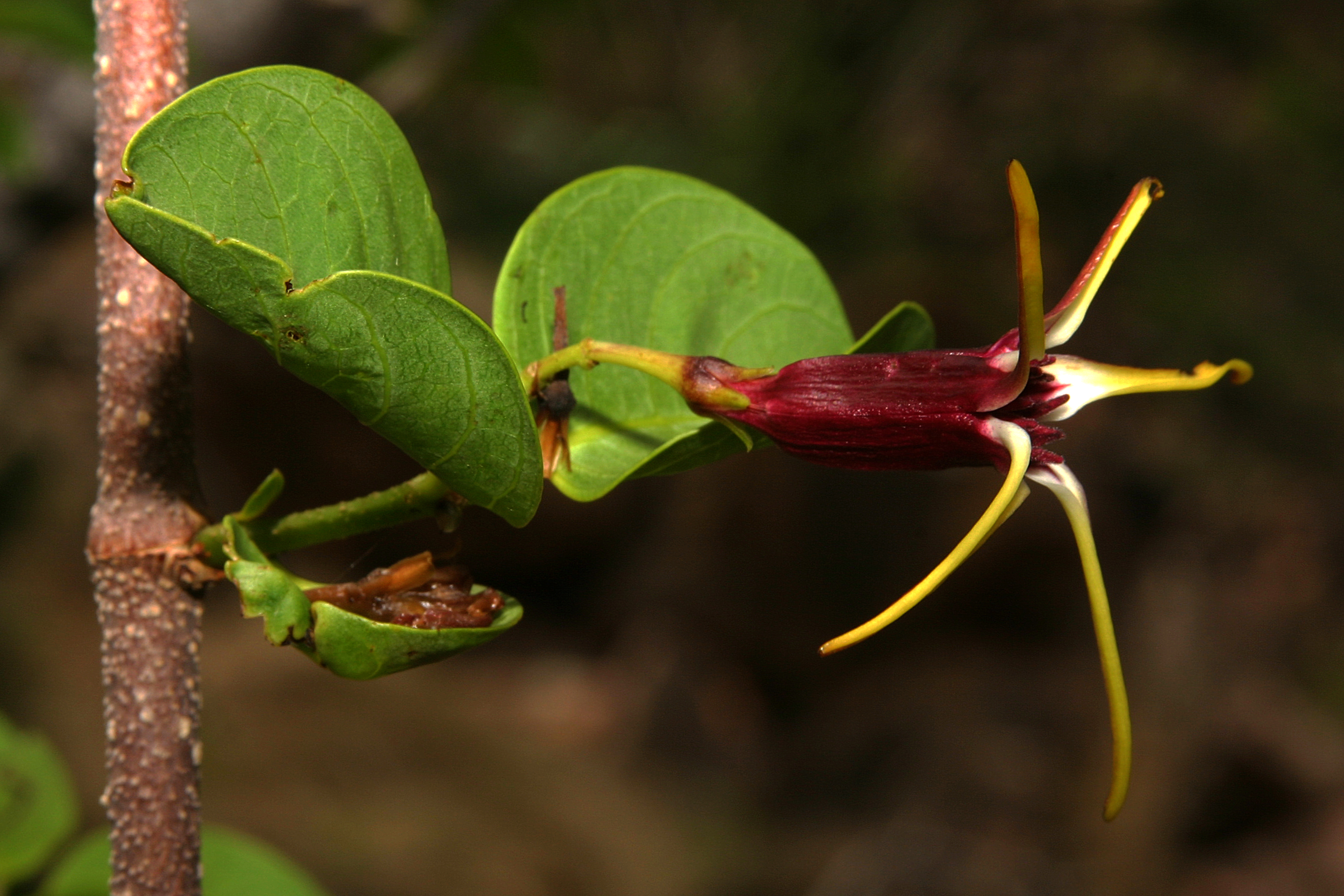
Цветок
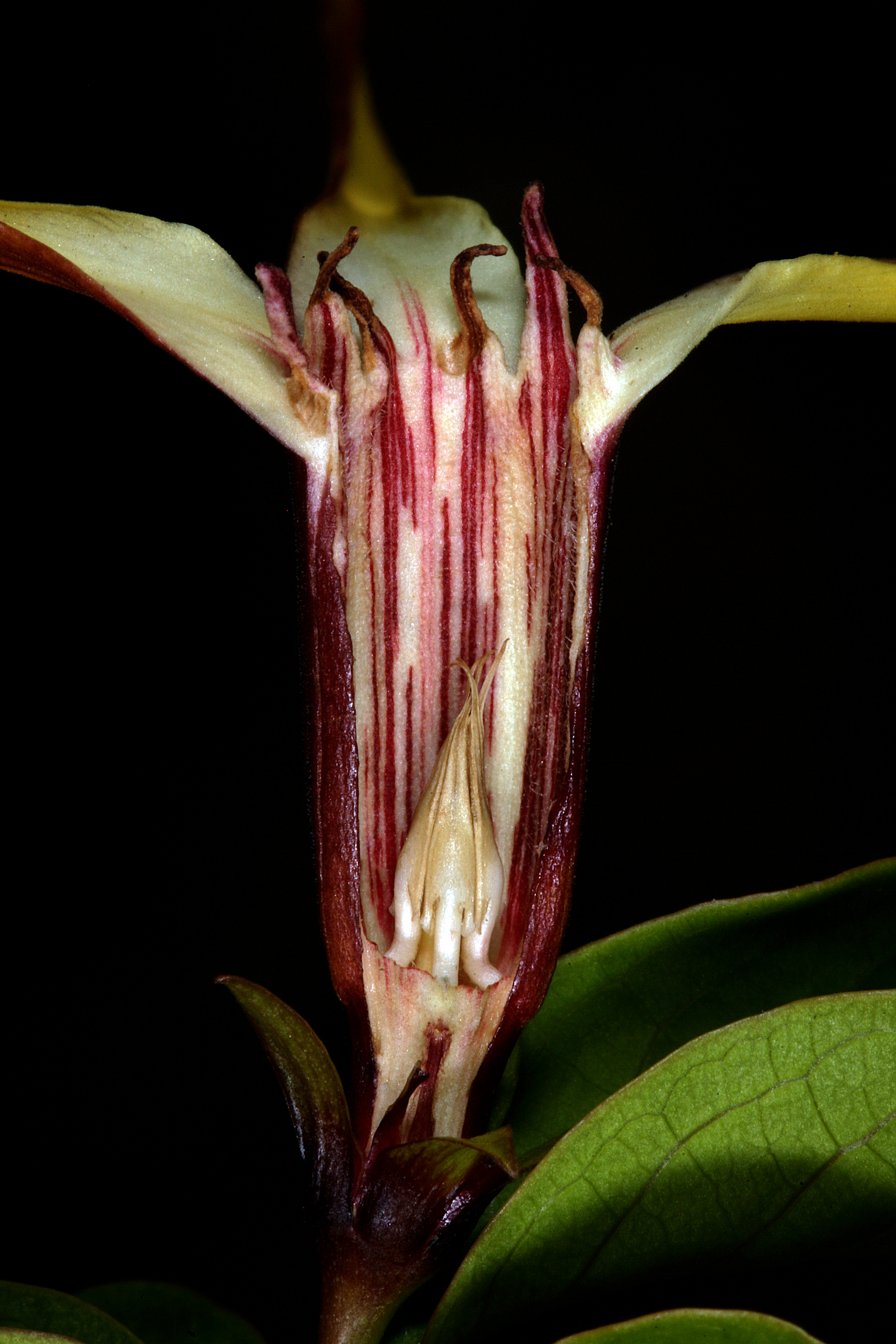
Цветок в разрезе